# Azoamicus ciliaticola
 (juin 2021).
Espèce

Candidatus Azoamicus ciliaticola est une espèce candidate de bactérie  endosymbiotique appartenant au groupe des Gammaproteobacteria, caractérisée par sa capacité à réaliser une dénitrification à l'intérieur de leur hôte cilé, en milieux aqueux dépourvu d'oxygène. Elle a été isolée dans le lac de Zoug en Suisse et a été décrite en 2021,.

## Écologie
Ca. Azoamicus ciliaticola est un endosymbionte obligatoire d'un cilié anaérobie d'eau douce de la classe des Plagiopylida. Il contient un ensemble complet de gènes destinés à assurer des réactions de dénitrification, et c'est le seul endosymbionte obligatoire connu capable de le faire.
La taille de l'équipement génétique permettant cette voie métabolique suggère fortement que la fonction principale de cet endosymbionte est de produire de l' ATP pour le fournir à son hôte cilié. Ca. Azoamicus ciliaticola joue un rôle très similaire à celui des mitochondries, bien qu'il ne leur soit pas apparenté.
Ceci pose la question de l'existence d'autres eucaryotes utilisant des procaryotes pour transférer des électrons à des accepteurs d'électron différents de l'oxygène, comme les nitrates pour Ca. Azoamicus ciliaticola.